# Sefarditas
Sefarditas ou sefaraditas (em hebraico: ספרדים; romaniz.: sefaradim; plural de sefaradi) são a população de diáspora de judeus que vivia na Península Ibérica (Portugal e Espanha) até a expulsão dos judeus da Espanha pelos Reis Católicos da Coroa de Castela e Aragão (1492) e as suas expulsões posteriores de judeus e muçulmanos por Manuel I, de Portugal (1496) e do Reino de Navarra (1497); e, sobretudo, os descendentes destes, que mesmo que não vivam em território ibérico, permanecem ligados à cultura hispânica. A palavra tem origem na denominação hebraica para designar a Península Ibérica (em hebraico: ספרד; romaniz.: Sefarad; lit. os da Península Ibérica). Utilizam a língua sefardi, também chamada judeu-espanhol ou ladino, como língua litúrgica.
Estes judeus de Sefaradi possuíam algumas tradições, línguas, hábitos e ritos diferenciados dos seus irmãos asquenazes da Europa Central e Leste Europeu, apesar de ainda possuírem alguma proximidade genética.

## História
Acredita-se que a presença judaica na Península Ibérica remonta aos tempos do rei Salomão, mas poucos registros como esse podem ser encontrados antes do século I.
Os judeus se revoltaram contra o domínio romano sobre a Judeia na Grande Revolta Judaica (66–73) e, com isso, os romanos destruíram Jerusalém em 70 e forçaram a população judaica a deixar os atuais territórios de Israel e Palestina, se dispersando por diversos locais, assim chegando à Hispânia (nome romano para a Península Ibérica).
Em 587, o Reino Visigótico declarou o Catolicismo como religião oficial e aqueles que não a seguiam foram perdendo cada vez mais direitos.
Durante a Ibéria Islâmica, entre os séculos VIII e XI, os judeus tinham sua religião tolerada mediante pagamento de impostos. Esse foi um período áureo para esse povo na Península Ibérica, havendo um florescimento intelectual e religioso.
No entanto, a situação começou a piorar nos séculos XI e XII, com as dinastias islâmicas dos almorávidas e almóadas, mais intolerantes em relação à religião, e a intensificação da Reconquista,a retomada das terras islâmicas pelos reinos cristãos ibéricos. Os cristãos não eram tolerantes aos judeus e muitos deles foram forçados a se converter ao Cristianismo, ficando conhecidos como cristãos-novos ou marranos.
Os sefarditas foram responsáveis por boa parte do desenvolvimento da Cabala medieval e muitos rabinos sefarditas escreveram importantes tratados judaicos que são usados até hoje em tratados e em estudos importantes.
Na década de 1490, Espanha e Portugal decretaram a conversão forçada dos judeus que viviam em seus territórios e a expulsão daqueles que recusassem. Grande parte da comunidade judaica ibérica escolheu por emigrar, tendo como destinos o Norte de África, o Império Otomano, outras partes da Europa Ocidental e Meridional e as colônias espanholas e portuguesas na América.
Na Europa Central e Meridional, os sefarditas mantinham sua cultura e língua e muitos se adaptaram bem à cultura dos locais em que se fixaram. Grandes empresas foram fundadas por eles, ficando famosas em todo o mundo. Além disso, muitos adquiriram grandes fortunas.
Os sefarditas que se fixaram no Norte da África e Império Otomano durante séculos viveram em relativa paz com os governantes e população. Eram tratados como cidadãos de segunda classe, mas tinham sua religião tolerada e podiam participar do comércio. Além disso, eram mais receptivos à modernidade do que as comunidades asquenazes.
Na América Latina, os sefarditas evitavam serem reconhecidos pela Inquisição e, para isso, convertiam-se ao Cristianismo. Dessa forma, milhões de latino-americanos possuem, sem saber, alguma ancestralidade judaica.
Na Península Ibérica, pouquíssimas comunidades judaicas sobreviveram ao longo do tempo e precisaram permanecer escondidas, como o caso dos judeus de Belmonte, na região portuguesa da Beira Baixa, que só foram descobertos no século XX.
Os judeus sefarditas que viviam na Europa sofreram o mesmo destino dos demais, e a maioria morreu no Holocausto.
Após a criação do Estado de Israel, nas décadas de 1950 e 1960 muitos judeus dos países árabes se estabeleceram em Israel, onde formam hoje um importante segmento da população.
O termo sefardita é frequentemente utilizado em Israel hoje para referir os judeus oriundos do Norte de África. No entanto, é um erro chamar todos eles de tal forma, pois os judeus mais antigos destes países são chamados de mizrahim (do hebraico Mizrach, "Oriente").

## Inquisição Portuguesa e Espanhola
A Inquisição, estabelecida inicialmente na Espanha em 1478 pelos Reis Católicos Isabel de Castela e Fernando de Aragão, tinha como objetivo manter a ortodoxia católica e perseguir aqueles suspeitos de heresia, especialmente os judeus conversos, conhecidos como cristãos-novos. Esses judeus, forçados a se converter ao cristianismo, continuavam a praticar sua fé em segredo, tornando-se alvos principais da Inquisição.
Em 1492, o Decreto de Alhambra ordenou a expulsão de todos os judeus que se recusassem a se converter ao cristianismo na Espanha, levando muitos deles a buscar refúgio em Portugal. Inicialmente, o rei D. Manuel I permitiu que os judeus se estabelecessem em Portugal, mas, em 1497, sob pressão política, ordenou a conversão forçada de todos os judeus no país. Esse ato marcou o início de uma perseguição prolongada, culminando na criação da Inquisição Portuguesa em 1536.
Dentro deste contexto, algumas famílias sefarditas influentes, como os Abravanel (ou Abarbanel), os Mendes (ou Benveniste Mendes), e os Gois (ou Goes), desempenharam papéis fundamentais na proteção e na facilitação da fuga de outros judeus perseguidos.
Família Abravanel (ou Abarbanel)
A família Abravanel foi uma das mais destacadas da Península Ibérica. Isaac Abravanel, um dos membros mais proeminentes da família, era um influente conselheiro dos Reis Católicos, mas também usou sua posição para ajudar seus companheiros judeus a fugirem da Espanha antes da implementação do Decreto de Alhambra. Após sua fuga, a família Abravanel continuou a desempenhar um papel vital no apoio às comunidades judaicas na Itália e em outras partes da Europa. A riqueza e a influência da família permitiram que eles financiassem a fuga de muitos judeus perseguidos, salvando incontáveis vidas.
Família Benveniste  (ou Benveniste Mendes)
Os Mendes, também conhecidos como Benveniste Mendes, foram uma das famílias mais ricas e poderosas da Europa no século XVI. Liderados por Francisco Mendes (Tzemá Benveniste), os Mendes fundaram o Banco Mendes, uma das maiores instituições financeiras de seu tempo, com operações em Lisboa e Antuérpia. Mesmo após serem forçados a se converter ao cristianismo, os Mendes continuaram a praticar o judaísmo em segredo e usaram sua vasta rede de contatos para ajudar outros judeus a escapar da Inquisição.
Dona Gracia Mendes Nasi, sobrinha e viúva de Francisco Mendes, desempenhou um papel crucial nesse esforço. Ela usou sua riqueza e influência para organizar rotas de fuga seguras para judeus perseguidos, principalmente para o Império Otomano, onde muitos encontraram refúgio. Dona Gracia também foi uma grande benfeitora do povo judeu, estabelecendo redes de apoio e proteção para comunidades judaicas em toda a Europa.

## Genética
Estudos genéticos apontam que a ancestralidade e genética dos sefarditas é uma mistura entre um componente levantino e um componente sul-europeu.

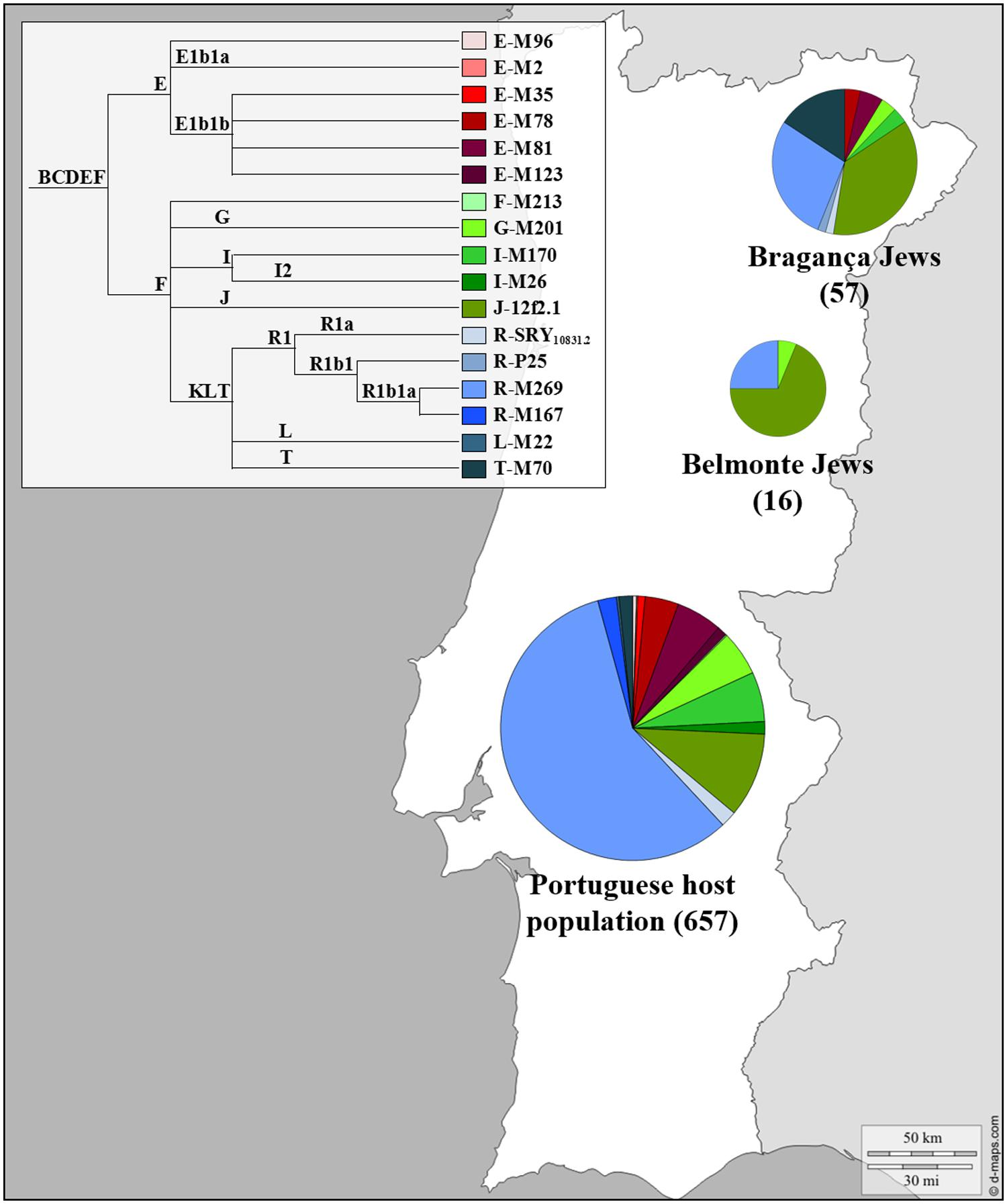
Distribuição dos haplogrupos de cromossomo Y dos sefarditas portugueses e da população portuguesa não-judia
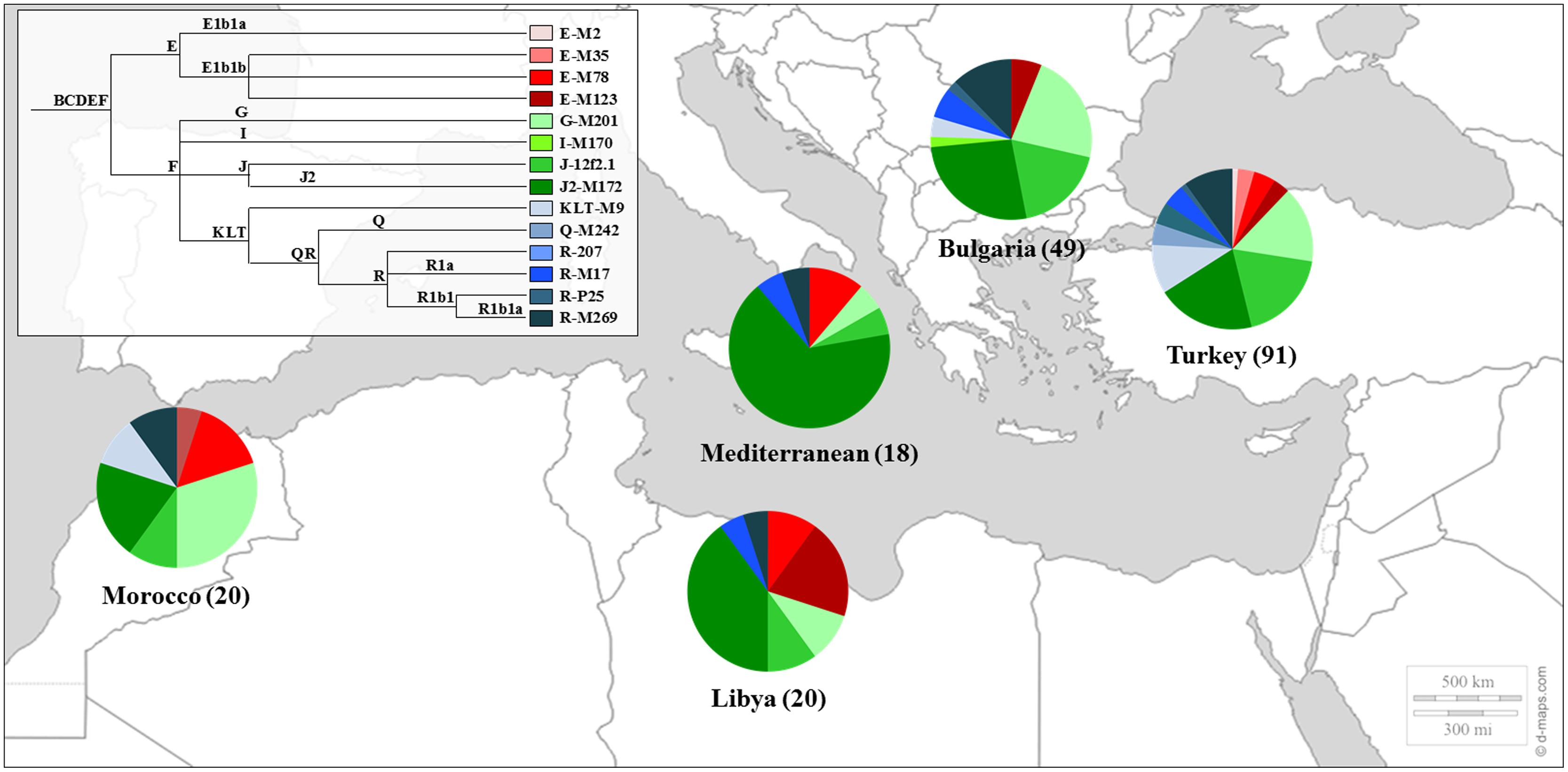
Distribuição dos haplogrupos de cromossomo Y dos sefarditas fora da Península Ibérica
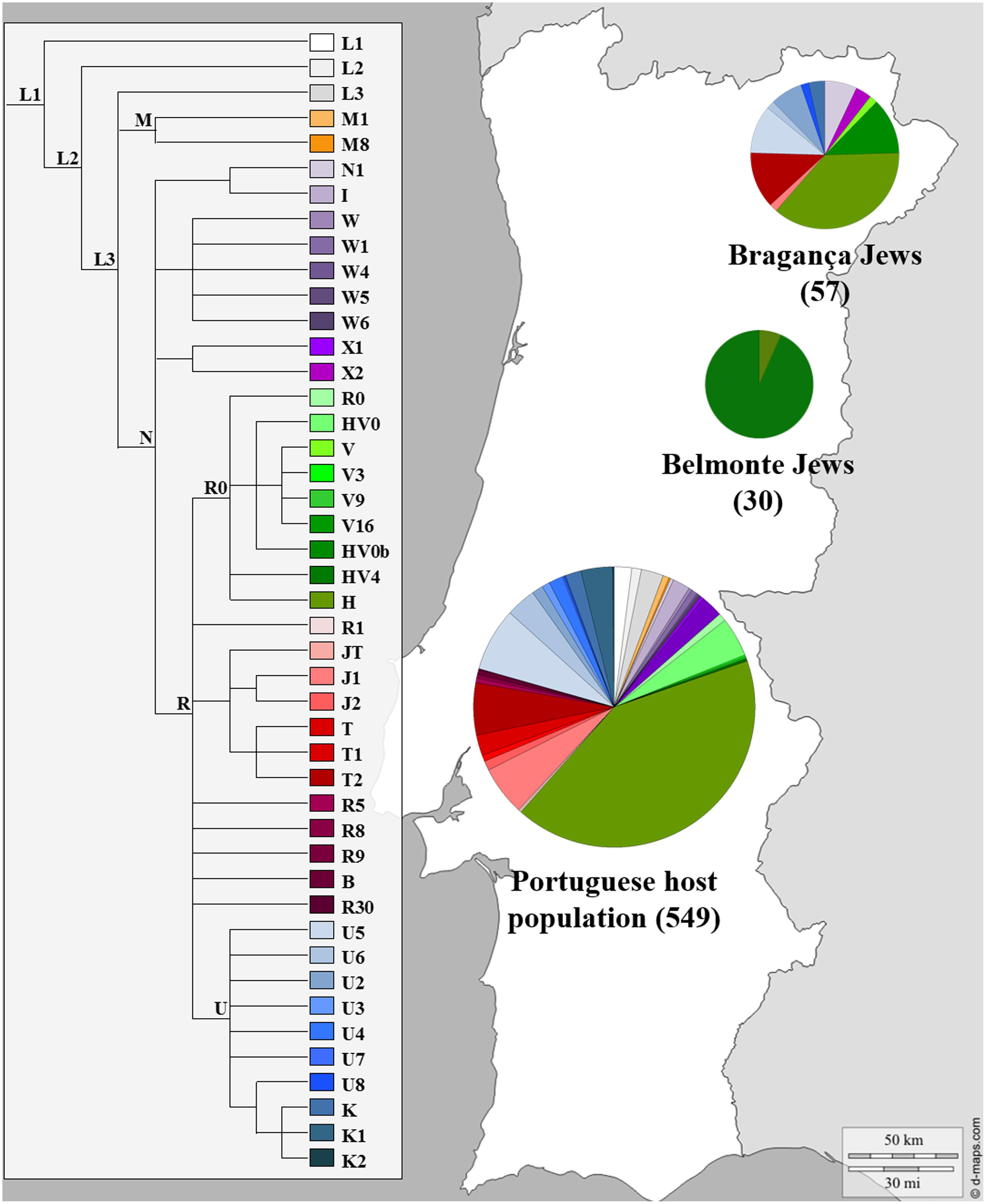
Distribuição dos haplogrupos de DNA mitocondrial dos sefarditas portugueses e da população portuguesa não-judia
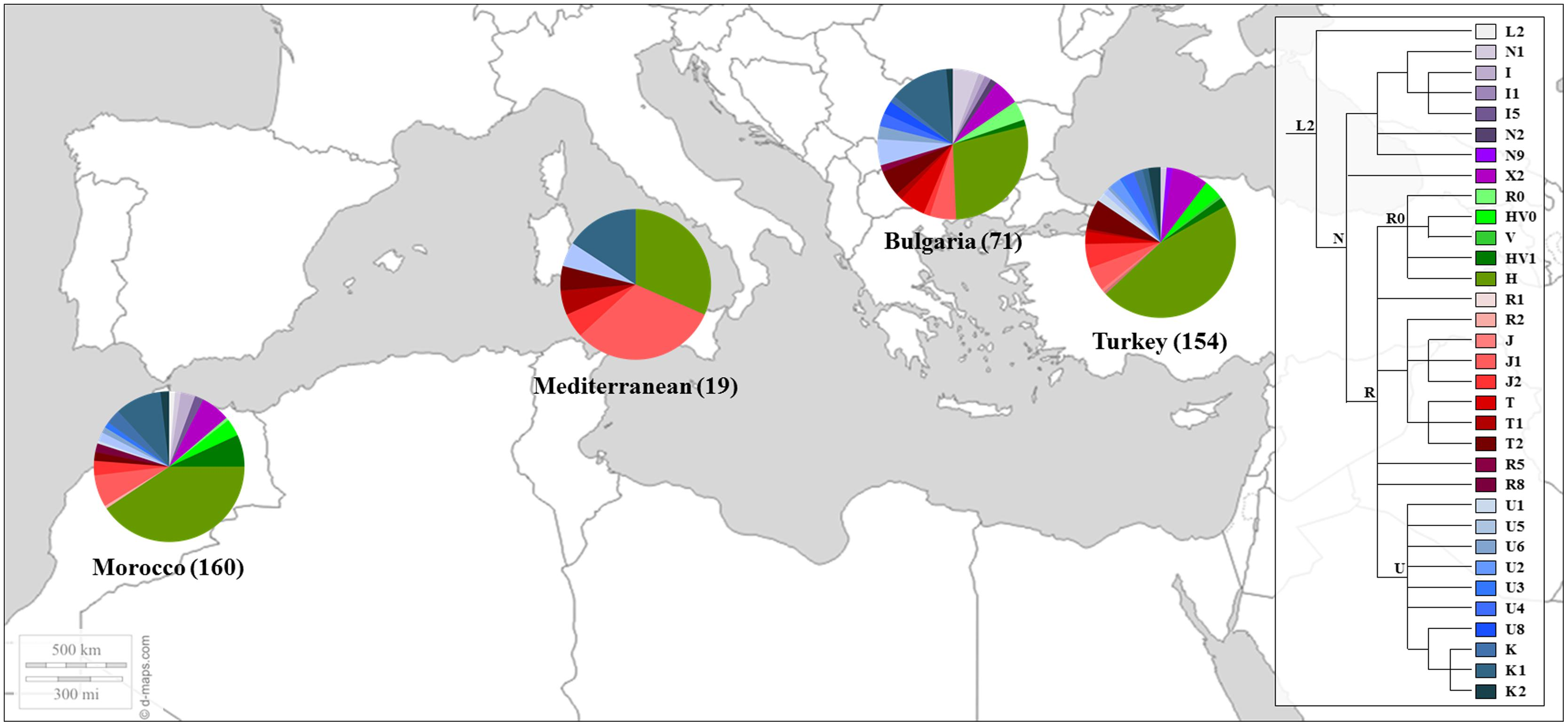
Distribuição dos haplogrupos de DNA mitocondrial dos sefarditas fora da Península Ibérica

## Reconhecimento dos descendentes
Num projeto de lei aprovado em 2014, o governo da Espanha possibilitou o reconhecimento dos judeus sefarditas como cidadãos espanhóis, determinando 1 de outubro de 2019 como prazo final para os requerimentos. As regras de concessão envolviam a demonstração clara e inconteste de ancestralidade sefardita através de laudo genealógico. Uma falsa lista chegou a circular na Internet com supostos sobrenomes que poderiam requerer a cidadania.
Portugal também aprovou lei semelhante, mas sem prazo estabelecido para a requisição de nacionalidade. O número 7 do artigo 6.º da Lei da Nacionalidade, prevê a possibilidade de aquisição de nacionalidade por descendentes de judeus sefarditas portugueses. No Brasil, muitos dos primeiros a serem reconhecidos como descendentes de sefarditas provêm da Região Nordeste do Brasil e são descendentes de Branca Dias. Estudos genealógicos demonstram que a maioria dos brasileiros tem pelo menos um ancestral sefardita que migrou para o Brasil no período colonial, a exemplo dos descendentes do rabino-mor da Espanha, Abraham Senior.

## Sefarditas em Portugal e o "marranismo" no Brasil
A comunidade sefardita de Belmonte detém um importante facto da história dos judeus sefarditas, relacionado com a resistência à intolerância religiosa em Portugal e na Península Ibérica, tendo sido instaurada uma lei que obrigava os judeus portugueses a converterem-se ou a deixarem o país. Muitos abandonaram Portugal por medo da Inquisição e outros converteram-se oficialmente ao cristianismo, mas mantiveram no seio da família o seu culto e tradições. Um terceiro grupo de judeus decidiu isolar-se do mundo exterior, cortando o contacto com o resto do país e seguindo rigorosamente as suas tradições. Esses judeus foram chamados de marranos, uma alusão à proibição de comer carne de porco. Durante séculos, os marranos de Belmonte mantiveram as suas tradições judaicas quase intactas, tornando-se um caso excepcional e raro de uma comunidade criptojudaica. Somente na década de 1970 que a comunidade estabeleceu contacto com os judeus de Israel e oficializou o judaísmo como sua religião. Em 2005, foi inaugurado na cidade o Museu Judaico de Belmonte, o primeiro do género em Portugal, que mostra as tradições e o dia-a-dia dessa comunidade.
No que diz respeito ao Brasil, temos evidências mais precisas. O país recebeu durante o povoamento da era colonial o maior número de cristãos-novos imigrantes de Portugal e dos Países Baixos (que chegavam primeiro em Portugal e depois no Brasil) que qualquer outro país do mundo. Os arquivos portugueses retêm uma fantástica quantidade de documentos que testemunham essa massiva imigração. Uma interessante fonte principal em arquivos da inquisição, conhecido como o Livro dos Culpados, no qual ficaram preservados registrados 1.819 nomes de marranos de presos ou suspeitos de judaísmo que viveram no Brasil somente no século XVII, totalizam 1.098 homens e 721 mulheres, destes 1.076 brasileiros foram presos durante o período colonial brasileiro e a maior parte deles foi acusada do crime de judaísmo, ou praticas sincréticas com a fé católica monopolizante da época. Somente os presos judaizantes receberam a pena capital, a morte na fogueira, que era feita nas praças. Outras práticas, como a guarda do Sábado, ou o jejum do "Dia Grande" (como alguns chamavam o Iom Quipur), acender velas na tarde de sexta-feira, etc. eram submetidos a punições menores como interrogatórios violentos, muitas vezes com ferramentas de tortura, interrogatórios vexatórios na presença de toda família, inspeção domiciliar de vestimentas intimas, cordões, pulseiras ou de livros com escrita hebraica e ladina. Liberdade vigiada ou açoitamento eram penas menores infligidas nesse caso a cristãos-novos se fossem pegos em tais práticas. O uso de espiões da igreja católica para a delação e testemunho desses judeus-secretos, ou  praticantes do criptojudaísmo era constante e equiparado aos mesmos crimes de bruxaria, lesbianismo, sodomia, assassinato e heresia. Somente a descendência judaica era suficiente para que qualquer cristão-novo fosse investigado.
Conhecidos no brasil como marranos durante a inquisição católica, ou atualmente no termo judeu como benei-anussim (filhos-dos-forçados), estes judeus cristianizados à força, foram ao poucos se assimilando ao cristianismo católico e se convertendo de fato a ele, outros se tornaram adeptos do protestantismo holandês que lhes tinha melhor tratamento e eram amigáveis como os judeus, mas muitos permaneceram praticando o judaísmo em segredo, paralelamente às suas vidas de cristãos católicos, adotando uma máscara e representaram um duplo papel por quinhentos anos. Para todos os portugueses iniciou-se a “era dos cristãos-novos”. Pesquisas realizadas por uma equipe de historiadores da Universidade de São Paulo ampliaram consideravelmente os estudos sobre o marranismo, que se revelou um fenômeno totalmente diferente do europeu, um marranismo sui generis, que adquiriu características específicamente brasileiras. O novo habitat moldou um novo homem. O vasto continente, a selva, o clima, as diferentes culturas, o medo dos nativos, das moléstias, a luta pela sobrevivência, criaram uma psicologia que condicionou os cristãos-novos a realizarem empreendimentos inconcebíveis em outro contexto. Criou-se também um novo marranismo, influenciado pelas novas condições de vida. Atravessando o Atlântico, os conversos carregaram consigo para o Brasil uma bagagem cultural e heranças que nunca se apagaram de todo, mas se misturaram com representações católicas e ambientais. No Brasil, os cristãos-novos tiveram mais facilidade para se assimilarem, porém, mesmo integrados no sistema, assumiram sempre uma postura crítica no que tange a condições e religião obrigatórias. O pensamento aguçou-se frente à religião supersticiosa, e o ambiente brasileiro contribuiu muito para a sua religiosidade. Tornaram-se cada vez mais descrentes e céticos, e pela sua crítica religiosa, podemos considerá-los pioneiros do pensamento ilustrado brasileiro. O maior número de marranos que deixou Portugal procurou ir para o Novo Mundo. Havia enormes dificuldades para sair do país, leis eram frequentemente promulgadas, proibindo-os de locomover-se. Fugir para o Brasil era muito mais fácil, pois as naus que saíam dos portos portugueses eram muitas vezes pilotadas por cristãos-novos, que ajudavam secretamente seus correligionários de fé. Segundo um viajante francês, 3/4 do povoamento inicial do Brasil, no século XVI, era constituído de famílias luso-judaicas e exilados fugindo da fogueira da santa inquisição. Como os documentos de imigração são raríssimos e os documentos da inquisição terem sido extraviados em sua grande maioria, estima-se que no Brasil existam mais de 3.000.000 (3 milhões) de descendentes de judeus portugueses, algo que supera até mesmo a atual população dos cidadãos judeus de Israel, pois a quantidade das evidências e dos relatos de imigração no Brasil colonial é tão absurda que se estes ainda falassem o hebraico, provavelmente até o idioma haveria tido até seu léxico alterado, conforme estimam vários etnólogos.

## Literatura
- Richard Zimler O Último Cabalista de Lisboa, Meia-Noite ou o Princípio do Mundo, Goa ou o Guardião da Aurora, À Procura de Sana, A Sétima Porta